# Elvira (aves)
Elvira es un género obsoleto de aves apodiformes de la familia Trochilidae —los colibríes— que anteriormente incluía a dos especies nativas de América Central y que fueron transferidas para el género Microchera. Los estudios filogenéticos de McGuire et al. (2014) descubrieron que las dos especies anteriormente situadas en este género eran parientes muy próximas de Microchera albocoronata, sumado a la concordancia biogeográfica entre las tres especies y a las similitudes del plumaje de las hembras, previamente ignoradas. Sobre esta base, y como Microchera tiene prioridad, las dos especie en Elvira: E. cupreiceps, la esmeralda capirotada, y E. chionura, la esmeralda elvira, fueron transferidas para aquel género, lo que fue reconocido por el Comité de Clasificación de Norte y Mesoamérica (N&MACC) en la Propuesta N.º 2020-A-02. Por lo tanto, el presente género es un sinónimo de Microchera.

## Etimología
El nombre genérico femenino «Elvira» es un epónimo femenino cuya dedicación se desconoce.